# Benedetto Cairoli
Benedetto Cairoli (28 de enero de 1825–8 de agosto de 1889) fue un político italiano. Se desempeñó en dos ocasiones como Primer Ministro del Reino de Italia durante el reinado de Humberto I, como así también como presidente de la Cámara de Diputados italiana y dos veces Ministro de Relaciones Exteriores.

## Biografía
Cairoli nació en Pavía, Lombardía. Entre 1848 hasta la completa unidad de Italia en 1870, toda su actividad se centró en el Risorgimento, como oficial garibaldiano, refugiado político, conspirador anti austriaco y diputado. Comandó una compañía de voluntarios al servicio de Garibaldi entre 1859 y 1860, habiendo sido levemente herido en la Calatafimi y severamente en la Palermo al año siguiente. En 1866, con el rango de coronel, asistió a Garibaldi en la campaña en el Condado de Tyrol, en 1867 peleó en la Mentana, y en 1870 condujo las negociaciones con Bismarck, durante las cuales el canciller alemán prometió a Italia la posesión de Roma y sus naturales fronteras si el partido democrático podía evitar una alianza entre Víctor Manuel y Napoleón.